# Die Bären (Garschin)

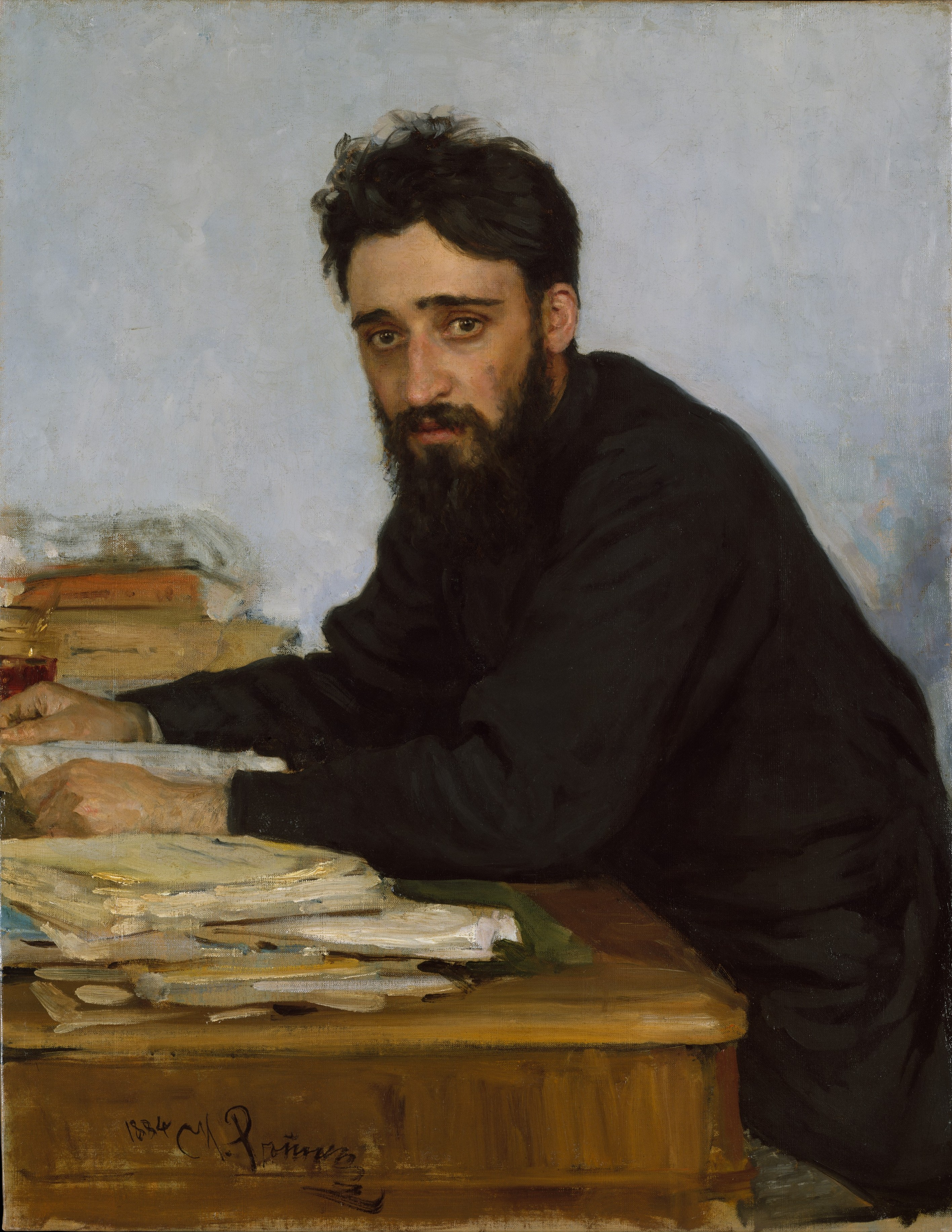
Ilja Repin 1884: Wsewolod Garschin

Die Bären (russisch Медведи, Medwedi) ist eine Kurzgeschichte des russischen Schriftstellers Wsewolod Garschin, die 1883 im Novemberheft der Otetschestwennye Sapiski in Sankt Petersburg erschien.

## Inhalt
Spätsommer 1875 im Süden des Russischen Reiches: Im Umkreis der Stadt Bjelsk haben die Zigeuner auf Befehl der Gouvernementsverwaltung ihre Tanzbären zu erschießen. Fünf Jahre hatten die Halter Zeit, sich von ihren Tieren zu trennen. Nun ist der Exekutionstermin herangekommen. Die Zigeuner lagern mit ihren Familien und Bären auf einer Wiese am Rochlja-Ufer. Aus der nahen Stadt drängen Schaulustige auf den Platz. Der Apotheker Foma Fomitsch ist an dem Bärenfett interessiert. Bärenfett sei für Salben verwendbar und auch gut gegen Haarausfall. Der Kaufmann Rogatschow möchte mit Bärenschinken handeln. Eine Abordnung älterer Bärenhalter will in letzter Minute das Unglück abwenden. Ihnen glückt eine Audienz beim Kreishauptmann in Bjelsk. Die Bärenhalter bieten eine mit Geldscheinen prall gefüllte Brieftasche. Der Beamte erweist sich als unbestechlich. Ein Befehl der Gouvernementsverwaltung ist nun mal Befehl.
Als erster tritt der 89-jährige Bärenführer Iwan auf oben erwähnter Wiese mit dem Gewehr vor. Iwan lässt seinen alt gewordenen riesengroßen Bären Potap von der Kette und spricht den langjährigen Ernährer an. Aus den Einnahmen nach Auftritten Potaps hatte Iwans gesamte Familie leben können. Zudem hatte sich Iwan von dem Gelde zwei Troikas gekauft, ein festes Winterquartier erbaut und seinen Sohn vom Militärdienst freigekauft. Der Greis will Potap umbringen, bringt es aber nicht fertig. Sein Sohn schießt.
Über hundert Bären verlieren ihr Leben. Ein noch ziemlich junger Bär kann sich losreißen, flieht ins Lyciumgebüsch und wird erst nach Stunden unter dem Kommando des Kreishauptmanns erlegt. Die herbeigerufenen Soldaten haben mit ihren Treffern den Pelz des verängstigten Tieres so durchlöchert, dass das abgezogene Fell nicht mehr zu verwenden ist.
Als der Erzähler wieder einmal in Bjelsk vorbeikommt, plaudert er mit dem Apotheker Foma Fomitsch. Obwohl dieser mit seiner Bärenfettsalbe gut verdient hat, verurteilt er den „Bärenmord“, weil manche nun erwerbslose Bärenführer wieder ihrem alten Beruf nachgehen – dem Pferdediebstahl.

## Deutschsprachige Ausgaben
Verwendete Ausgabe:
- Die Bären. S. 193–214 in Wsewolod M. Garschin: Die Erzählungen. Übertragen und mit Nachwort von Valerian Tornius. 464 Seiten. Dieterich’sche Verlagsbuchhandlung, Leipzig 1956 (Sammlung Dieterich, Bd. 177)